# Maria Anna di Sassonia-Weimar-Eisenach

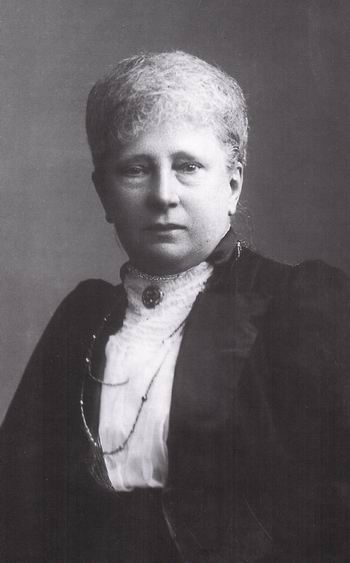
Maria Anna di Sassonia-Weimar-Eisenach

Maria Anna Alessandrina Sofia Augusta Elena di Sassonia-Weimar-Eisenach (Weimar, 20 gennaio 1849 – Trebschen, 6 maggio 1922) è stata una nobile tedesca.

## Biografia
Era figlia di Carlo Alessandro di Sassonia-Weimar-Eisenach e della principessa Sofia d'Orange-Nassau.
Come ogni giovane ragazza, Maria e la cugina principessa Paolina sono stati considerati come spose possibili Albert Edward, Principe di Galles (il futuro Edoardo VII del Regno Unito ). Niente di tutto ciò è venuto, in quanto sua madre, la Regina Vittoria le considerava belle, ma "delicate e non abbastanza". Il principe sposò Principessa Alessandra di Danimarca.
Venne data in sposa al generale prussiano Enrico VII di Reuss. Il matrimonio venne celebrato a Weimar il 6 febbraio 1876.

## Discendenza
Maria Anna diede al marito sei figli:
- Un figlio nato e morto il 16 gennaio 1877;
- Enrico XXXII (Costantinopoli, 4 marzo 1878-Bad Tölz, 6 maggio 1935)
- Enrico XXXIII (Vienna, 26 luglio 1879-Stonsdorf, 15 novembre 1942);
- Giovanna Sofia Carolina (Vienna, 8 giugno 1882-Belvedere, 15 giugno 1883);
- Sofia Renata (Mauer, 27 giugno 1884-Gießen, 19 gennaio 1968), che sposò il principe Enrico XXXIV di Reuss;
- Enrico XXXV (Mauer bei Wien, 1º agosto 1887-Dresden-Loschwitz, 17 gennaio 1936).

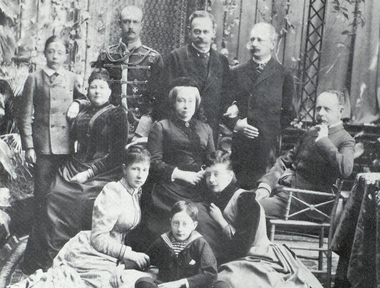
famiglia granducale di Weimar

Dopo la morte del re Guglielmo III dei Paesi Bassi, è stata Maria, la figlia della principessa Sofia dei Paesi Bassi, vicino al trono olandese. Guglielmo Ernesto però aveva dichiarato più volte che non aveva voglia di ereditare il trono se data l'opportunità, come la costituzione olandese richiedeva, avrebbe dovuto rinunciare al suo titolo di Granduca di Sassonia-Weimar-Eisenach.
Principessa Maria morì il 6 maggio 1922 a Trebschen.

## Ascendenza
|                                              |                             |                                       | Genitori                                       |  |  | Nonni |  |  | Bisnonni                                  |  |  | Trisnonni                                      |  |
|                                              |                             |                                       |                                                |  |  |       |  |  | Carlo Augusto di Sassonia-Weimar-Eisenach |  |  | Ernesto Augusto II di Sassonia-Weimar-Eisenach |  |
|                                              |                             |                                       |                                                |  |  |       |  |  | Carlo Augusto di Sassonia-Weimar-Eisenach |  |  | Ernesto Augusto II di Sassonia-Weimar-Eisenach |  |
|                                              |                             | Anna Amalia di Brunswick-Wolfenbüttel |                                                |  |  |       |  |  | Carlo Augusto di Sassonia-Weimar-Eisenach |  |  |                                                |  |
| Carlo Federico di Sassonia-Weimar-Eisenach   |                             |                                       |                                                |  |  |       |  |  | Carlo Augusto di Sassonia-Weimar-Eisenach |  |  |                                                |  |
|                                              |                             | Luisa Augusta d'Assia-Darmstadt       | Luigi IX d'Assia-Darmstadt                     |  |  |       |  |  |                                           |  |  |                                                |  |
|                                              |                             | Luisa Augusta d'Assia-Darmstadt       | Luigi IX d'Assia-Darmstadt                     |  |  |       |  |  |                                           |  |  |                                                |  |
|                                              |                             | Luisa Augusta d'Assia-Darmstadt       | Carolina del Palatinato-Zweibrücken-Birkenfeld |  |  |       |  |  |                                           |  |  |                                                |  |
| Carlo Alessandro di Sassonia-Weimar-Eisenach |                             | Luisa Augusta d'Assia-Darmstadt       |                                                |  |  |       |  |  |                                           |  |  |                                                |  |
|                                              |                             | Paolo I di Russia                     | Pietro III di Russia                           |  |  |       |  |  |                                           |  |  |                                                |  |
|                                              |                             | Paolo I di Russia                     | Pietro III di Russia                           |  |  |       |  |  |                                           |  |  |                                                |  |
|                                              |                             | Paolo I di Russia                     | Caterina II di Russia                          |  |  |       |  |  |                                           |  |  |                                                |  |
| Maria Pavlovna di Russia                     |                             | Paolo I di Russia                     |                                                |  |  |       |  |  |                                           |  |  |                                                |  |
|                                              |                             | Sofia Dorotea di Württemberg          | Federico II Eugenio di Württemberg             |  |  |       |  |  |                                           |  |  |                                                |  |
|                                              |                             | Sofia Dorotea di Württemberg          | Federico II Eugenio di Württemberg             |  |  |       |  |  |                                           |  |  |                                                |  |
|                                              |                             | Sofia Dorotea di Württemberg          | Federica Dorotea di Brandeburgo-Schwedt        |  |  |       |  |  |                                           |  |  |                                                |  |
| Maria Anna di Sassonia-Weimar-Eisenach       |                             | Sofia Dorotea di Württemberg          |                                                |  |  |       |  |  |                                           |  |  |                                                |  |
|                                              | Guglielmo I dei Paesi Bassi | Guglielmo V di Orange-Nassau          |                                                |  |  |       |  |  |                                           |  |  |                                                |  |
|                                              | Guglielmo I dei Paesi Bassi | Guglielmo V di Orange-Nassau          |                                                |  |  |       |  |  |                                           |  |  |                                                |  |
|                                              | Guglielmo I dei Paesi Bassi | Guglielmina di Prussia                |                                                |  |  |       |  |  |                                           |  |  |                                                |  |
| Guglielmo II dei Paesi Bassi                 | Guglielmo I dei Paesi Bassi |                                       |                                                |  |  |       |  |  |                                           |  |  |                                                |  |
|                                              |                             | Guglielmina di Prussia                | Federico Guglielmo II di Prussia               |  |  |       |  |  |                                           |  |  |                                                |  |
|                                              |                             | Guglielmina di Prussia                | Federico Guglielmo II di Prussia               |  |  |       |  |  |                                           |  |  |                                                |  |
|                                              |                             | Guglielmina di Prussia                | Federica Luisa d'Assia-Darmstadt               |  |  |       |  |  |                                           |  |  |                                                |  |
| Sofia dei Paesi Bassi                        |                             | Guglielmina di Prussia                |                                                |  |  |       |  |  |                                           |  |  |                                                |  |
|                                              |                             | Paolo I di Russia                     | Pietro III di Russia                           |  |  |       |  |  |                                           |  |  |                                                |  |
|                                              |                             | Paolo I di Russia                     | Pietro III di Russia                           |  |  |       |  |  |                                           |  |  |                                                |  |
|                                              |                             | Paolo I di Russia                     | Caterina II di Russia                          |  |  |       |  |  |                                           |  |  |                                                |  |
| Anna Pavlovna di Russia                      |                             | Paolo I di Russia                     |                                                |  |  |       |  |  |                                           |  |  |                                                |  |
|                                              |                             | Sofia Dorotea di Württemberg          | Federico II Eugenio di Württemberg             |  |  |       |  |  |                                           |  |  |                                                |  |
|                                              |                             | Sofia Dorotea di Württemberg          | Federico II Eugenio di Württemberg             |  |  |       |  |  |                                           |  |  |                                                |  |
|                                              |                             | Sofia Dorotea di Württemberg          | Federica Dorotea di Brandeburgo-Schwedt        |  |  |       |  |  |                                           |  |  |                                                |  |
|                                              |                             | Sofia Dorotea di Württemberg          |                                                |  |  |       |  |  |                                           |  |  |                                                |  |